# Сурселе (коммуна)
Сурселе (швед. Sorsele kommun) — коммуна на севере Швеции, в лене Вестерботтен. Административный центр — город Сурселе.
Площадь составляет 8012 км²; население по данным на 2012 год — 2708 человек. Плотность населения составляет всего 0,37 чел/км². Коммуна не была затронута двумя реформами административного деления, проводившимися в XX веке, и находится в тех же границах, как и была учреждена в 1863 году.
Название города произошло от саамского слова sourge (рукав, ответвление) и шведского sel (поток, ручей) и относится к реке Винделэльвен протекающей через Сурселе.